# Sposojena babica Štefi
Sposojena babica Štefi je mladinski roman pisateljice in prevajalke Mateje Gomboc, ki je izšel leta 2022 pri založbi Miš. 

## Vsebina
Pri družini Hrastarjevih pride do težave: mama in očka morata za ves teden na službeno pot, babice in dedki pa ne utegnejo poskrbeti za Ulo, Jana in Lukca. Rešitev se pokaže v starejši gospe, ki je pripravljena priskočiti na pomoč. Sposojena babica Štefi je sicer neznanka, vendar zelo uporabna in prisrčna. Je upokojena učiteljica, svetovna popotnica in nekdanja tabornica. Teden je poln pustolovščin in niti za trenutek dolgočasen. Babici je vseeno, če je kuhinja nepospravljena, raje odpelje otroke v gozd plezat na drevesa. Naloge sicer morajo biti narejene, zamujati se ne sme. Vendar je vse, kar Hrastarjevi otroci počnejo z babico Štefi, neverjetno zabavno in razburljivo, pa čeprav je to pripravljanje večerje. Prava dogodivščina pa je spanje na prostem, in to v šotorih, ki so jih izdelali sami. Toda kdo je pravzaprav babica Štefi? Ko otroci to odkrijejo, je čas za nova raziskovanja. Ula je 12 letna punca (kmalu bo 13), ki trenira gimnastiko in hodi v glasbeno šolo na violino. Jan je 11 letni fant (kmalu bo 12), ki ima vedno težave z njegovim lahko rečemo sovražnikom Rafom in njegovimi pajdaši. Lahko bi rekli da je Jan zelo len človek, saj samo igrice hoče igrati, ampak ga vseeno lahko tudi spraviš nekam u naravo. Jan pa tudi zelo rad rolka. Luka je pa 4 letni fantek, ki še vedno obiskuje vrtec, a je za njegova leta zelo brihten, saj zna rezati grmovje (oblikovati), pomivati posodo...  